# Cyathea concordia
Cyathea concordia är en ormbunkeart som beskrevs av B. Leon och R. C. Moran. Cyathea concordia ingår i släktet Cyathea och familjen Cyatheaceae. Inga underarter finns listade.